# Trokut (zviježđe)
Trokut (lat. Triangulum) jedno je od 88 modernih i 48 originalnih Ptolemejevih zviježđa. Manja konstelacija sjeverne polutke.

## Vanjske poveznice
- The Deep Photographic Guide to the Constellations: Triangulum